# زانکت مارتین آندر راب
زانکت مارتین آندر راب (به آلمانی: Sankt Martin an der Raab) یک منطقهٔ مسکونی در اتریش است که در ناحیه ینرسدورف واقع شده‌است. زانکت مارتین آندر راب ۲٬۰۷۴ نفر جمعیت دارد.